# Hina Suguta
Hina Suguta (直田姫奈 Suguta Hina?, nacida el 17 de abril de 1995) es una seiyū japonesa de la Prefectura de Hyōgo afiliada a Animo Produce. Es conocida por interpretar a Marin Kitagawa en Sono Bisque Doll wa Koi o Suru. También es miembro de la banda Morfonica, parte de la franquicia multimedia BanG Dream!; ella expresa a Tōko Kirigaya en la misma franquicia.

## Biografía
Antes de trabajar como seiyū, trabajó como maestra de guardería, pero aspiraba a convertirse en seiyū porque quería participar en la producción de anime. En la primavera de 2017, ingresó a Animo Actors Source como estudiante de primer año.
Al aspirar a ser actriz de doblaje, se vio influenciada por la obra Gintama y dijo que quería tener una conversación con Gintoki Sakata, el personaje principal que aparecía en la serie. Cuando trabajaba como maestra de guardería, se enteró del gran interés de los niños por las obras de anime y se propuso como objetivo participar en la grabación de obras infantiles como actriz de doblaje.
Hizo su debut interpretando el papel de Haruka en el juego de aplicaciones Shōmetsu Toshi lanzado en 2018. También participa activamente en la música como miembro de la unidad de actores de voz SPR5 y realizó el primer evento de la unidad en junio de 2018.
A partir de 2020, está a cargo del papel de Toko Kirigaya de la unidad de banda «Morfonica» del proyecto BanG Dream!.

## Filmografía
Los papeles principales están en negrita.

### Anime
2018
- The Caligula Effect[3]

2019
- Rinshi!! Ekoda-chan como Tanaka-san[5]
- Shōmetsu Toshi como Haruka, chica de secundaria[6]
- Dumbbell Nan-Kilo Moteru? como chica de escuela

2020
- Uchi Tama?! Uchi no Tama Shirimasen ka? como niña
- BanG Dream! Garupa ☆ Piko 〜 ōmori 〜 / Fu ~I ̄ba ̄ ! (2020-2021), como Toko Kirigaya[7][8]
- Etaniti 〜 Shin'ya no Nure Koi-chan Neru ♡〜 como Maki Kusunoki, empleada, empleada A[9]

2022
- Sono Bisque Doll wa Koi o Suru como Marin Kitagawa[10][11]
- Kotarō wa Hitori Gurashi como Sawaguchi[12]
- BanG Dream! Morfonication como Tōko Kirigaya[13]

### Películas
- BanG Dream! FILM LIVE 2nd Stage como Toko Kirigaya[14]
- Gekijō-ban Jujutsu Kaisen 0 como hija de Saitō
- BanG Dream! Poppin'Dream! como Tōko Kirigaya[15]

### Videojuegos
2023
- Honkai: Star Rail como Guinafen
- Goddess of Victory: Nikke como Naga